# Ernst Weiers
Ernst Weiers (* 17. September 1909 in Oespel/Westfalen; † 3. Juni 1978 in Bernried) war ein deutscher Maler, Glasmaler, Graphiker, Bildhauer und Lithograph. Er wird der „Verschollenen Generation“ zugerechnet und war Mitglied der Neuen Gruppe.

## Leben und Werk
Ernst Weiers verbrachte einen Teil seiner Kindheit zusammen mit vier Geschwistern auf dem Bauernhof seines Vaters Peter Weiers in der Nähe von Münster in Westfalen. 1915 fiel sein Vater im Ersten Weltkrieg. Seine Mutter Henriette Koch heiratete 1920 den Steiger Fritz Jebram aus Castrop-Rauxel. Ernst Weiers arbeitete mit ihm zusammen zwei Jahre lang im Bergbau und zeichnete Bergleute in ihrem Milieu. Sein Stiefvater erkannte die künstlerische Begabung und richtete ihm ein kleines Atelier ein.
Mit 17 Jahren machte er die Bekanntschaft mit Christian Rohlfs (einem deutschen Maler des Impressionismus und Expressionismus). Mit 20 Jahren erhielt er ein Stipendium und konnte so von 1929 bis 1933 an der Kunstakademie Düsseldorf studieren. Prägend für seine künstlerische Tätigkeit waren Heinrich Campendonk (Glasfenster, Grafik, Bildmalerei), Jan Thorn Prikker (Glasmalerei und Wandbilder) und Paul Klee (Malerei), dessen Meisterschüler er war.
1936 kam er durch seine Frau Grete Lange-Kosak nach Bernried am Starnberger See, das sein endgültiger Wohnsitz wurde. 1937 wurde sein Sohn Michael geboren. Er emigrierte 1933 zusammen mit Paul Klee in die Schweiz, wurde 1936 aber wieder abgeschoben. 1937 wurden in der Nazi-Aktion „Entartete Kunst“ sein Holzschnitt Betender (24,5 × 27,7 cm) aus der Städtischen Kunstsammlung Duisburg beschlagnahmt und vernichtet.
1939–1945 war er als Soldat in Polen, Frankreich, Italien und Russland im Einsatz und dokumentierte seine Eindrücke in zahlreichen Zeichnungen, die er dank eines verständigen Regimentskommandeurs nach Hause schicken durfte. 1949 kehre er aus russischer Kriegsgefangenschaft zurück.
Die Kriegserlebnisse sowie die Gefangenschaft prägten zunächst die Thematik und Farbgebung der Bildwerke und mehrfarbigen Lithographien, die Weiers über die Jahre hin in seiner Atelier-Werkstatt zu Bernried schuf. Nach Krieg und Gefangenschaft pflegte er Kontakte mit Karl Schmidt-Rottluff, Werner Gilles, Fritz Winter und Ernst Geitlinger.
Auch Buntglasfenster entstanden Ende der 50er, Anfang der 60er Jahre für moderne Kirchenbauten: in der Stadtpfarrkirche St. Lantpert München-Milbertshofen im Chorturm und in der Kapelle (1958); in der Martin-Luther Kirche in Stein bei Nürnberg, der Patronatskirche der Familie Faber-Castell (1960); in der Kapelle des afroasiatischen Studentenheimes am Herzogpark München 13 Glasfenster (1963); in der Klosterkirche „Zum guten Hirten“ in München Solln (1964). Sechs profane Buntglasfenster befinden sich im ehemaligen „Gasthof März“ in Bernried (1958–1960).
Anfang der 70er-Jahre zog sich Weiers mehr und mehr aus dem öffentlichen Kunstleben zurück, er erkrankte 1977 und verstarb 1978 in Bernried.
2015 gab es im Faber-Castell’schen Schloss in Stein bei Nürnberg eine Ausstellung „Ernst Weiers – Ein großer Künstler der verschollenen Generation“, die in zwei Abteilungen geordnet 40 zeichnerische Ausfertigungen und Druckgrafiken (aus der Zeit des Nationalsozialismus, des Krieges und der Gefangenschaft) und 20 Ölgemälde aus der Zeit nach dem Krieg präsentierte.

## Ausstellungen (Auswahl)
- 1929: Castrop-Rauxel, Erste Castrop-Rauxeler Kunstausstellung
- 1949: München, Collecting Point
- 1950: München, Galerie Günther Franke
- 1951: München, Galerie Günther Franke
- 1952: München, Haus der Kunst
- 1952: Münster, Westfälischer Kunstverein
- 1954: München, Galerie Günther Franke
- 1954: Dublin, German Graphik Arts of the 20th Century
- 1954: Münster, Landesmuseum, Westfälische Kunst
- 1954: São Paulo, Biennale
- 1955: Pittsburgh, Carnegie Institute, Internationale Kunstausstellung
- 1955: München, Haus der Kunst, Große Kunstausstellung
- 1956: Bremen, Kunstpreis der Böttcherstraße, Sonderausstellung Galerie Roselius
- 1956: Cincinnati, Biennale
- 1956: Lugano, Internationale Kunstausstellung
- 1956: Recklinghausen, Städtische Kunsthalle, „Deutsche Kunstpreisträger seit 1945“
- 1957: Berlin, Große Kunstausstellung, Funkturm
- 1958: München, Haus der Kunst
- 1958: München, Kunstverein
- 1958: Grenchen (CH), „Internationale Triennale für farbige Originalgraphik“
- 1959: München, Galerie Günther Franke
- 1959: Düsseldorf, Galerie Vömel, zum 50. Geburtstag
- 1960: Venedig, Biennale
- 1961: Düsseldorf, Galerie Vömel
- 1961: Stein bei Nürnberg, Graphiken für die Jubiläumsmappe der Firma Faber-Castell
- 1962: München, Staatliche Graphische Sammlungen, „Zeichner in und um München“
- 1962: Düsseldorf, Galerie Vömel
- 1963: Mainz, Gutenberg-Museum, „Hinterglasmalerei des 20. Jahrhunderts“
- 1964: Münster, Landesmuseum,
- 1964: Finnland, Wanderausstellung, „Deutsche Malerei heute“
- 1967: Los Angeles, Galerie Hatfield
- 1968: Düsseldorf, Galerie F.G. Conzen
- 1980: Bernried, Im Klosterhof
- 1994: Düsseldorf, Galerie Vömel, Katalog
- 2004: Bernried, Galerie Marschall zum 95. Geburtstag
- 2009: Bernried, Rathaus, Galerie Marschall, Retrospektive zum 100. Geburtstag
- 2015: Faber-Castell’sches Schloss in Stein bei Nürnberg
- Pinakothek München (drei Bilder)

## Auszeichnungen
- 1956: Kunstpreis der Böttcherstraße in Bremen
- 1958: Preis für farbige Graphik in Grenchen, Schweiz